# السربة (مناخة)

تعديل مصدري - تعديل

السربة هي إحدى قرى عزلة حصبان بمديرية مناخة التابعة لمحافظة صنعاء، بلغ تعداد سكانها 189 نسمة حسب تعداد اليمن لعام 2004.